# مارک لاندین
مارک لاندین (به آلمانی: Mark Landin) یک شهر در آلمان است که در یوکرمرک واقع شده‌است. مارک لاندین ۱٬۱۴۷ نفر جمعیت دارد.